# (15389) Geflorsch
(15389) Geflorsch (1997 TL6) – planetoida z pasa głównego asteroid okrążająca Słońce w ciągu 3,81 lat w średniej odległości 2,44 j.a. Odkryta 2 października 1997 roku.